# Masaki Fujita
Masaki Fujita (jap. 藤田征樹 Fujita Masaki; ur. 17 stycznia 1985 w Wakkanai na Hokkaido) - japoński niepełnosprawny kolarz. Dwukrotny wicemistrz paraolimpijski z Pekinu w 2008 roku. Mistrz świata z Manchesteru w 2009 roku.

## Medale Igrzysk Paraolimpijskich

### 2012
- – Kolarstwo – wyścig uliczny/trial na czas - C3

### 2008
- – Kolarstwo – trial na czas - 1 km - CP 4
- – Kolarstwo – bieg pościgowy indywidualnie - CP 4
- – Kolarstwo – trial na czas - LC 3